# 葛瑞恩亚文化
葛瑞恩亚文化（英语：Gorean subculture），是基于约翰·诺曼的长篇剑和行星系列小说《Chronicles of Counter-Earth》中的迷文化。

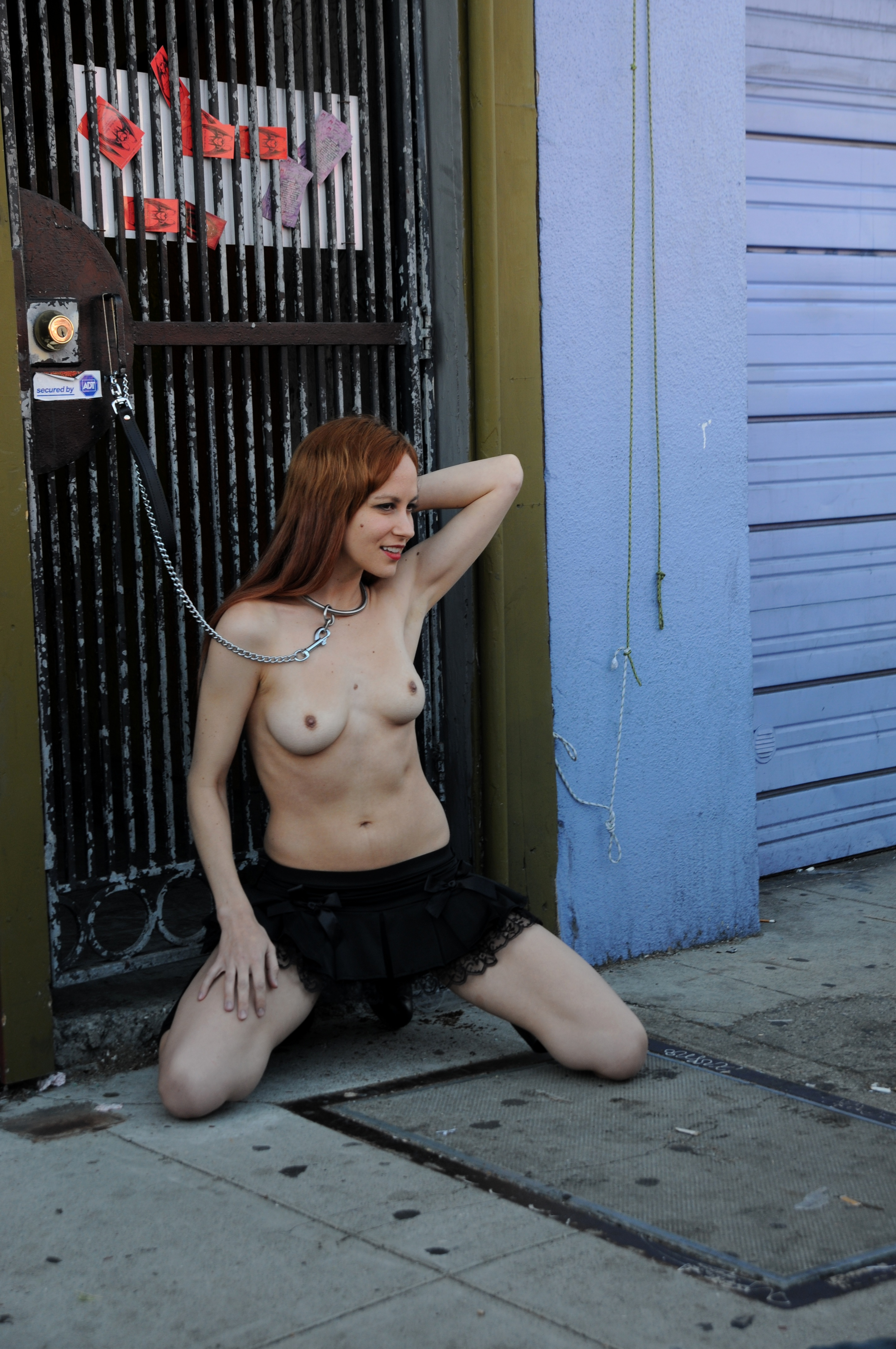
性角色扮演者在Folsom Street Fair扮演kajira

## 背景
葛瑞恩亚文化由诺曼自主开发。形成粉丝网络后，据称由于争议和女权圈的抗议，出版社停止印刷小说的新版本，书在80年代末期绝版。葛瑞恩亚文化有不同的观点和做法。